# Kwik Save
Pour les commerces de fiction, voir Kwik-E-Mart.

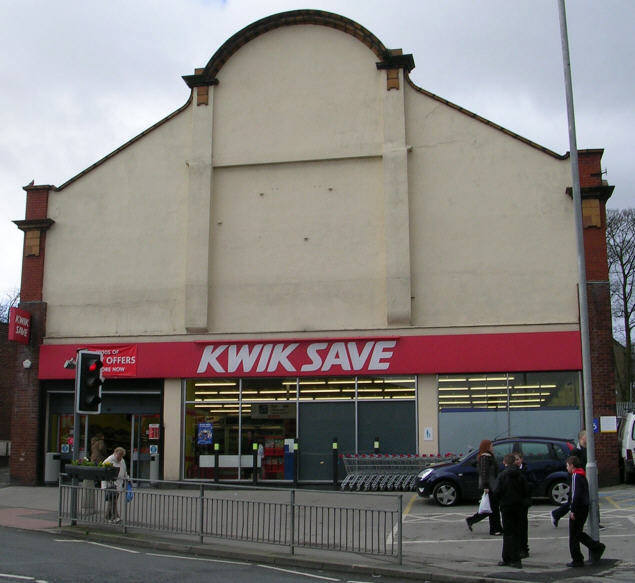
Magasin Kwik Save de Pudsey (installé dans un ancien cinéma) en 2007.

Kwik Save est une chaîne britannique de supermarchés à bas prix. Fondée en 1959 par le gallois Albert Gubay (en), elle a fermé en 2007 et vendu ses 56 dernières enseignes à la chaîne FreshXpress (en) (elle-même disparue en 2009).